# سرطان منتقل‌شونده
سرطان منتقل‌شونده یا سرطان انگلی گونه‌ای سلول سرطانی است که می‌تواند از یک جاندار به جاندار دیگر منتقل شود. با آنکه سرطان به صورت معمول از جانداری به جاندار دیگر منتقل نمی‌شود، بعضی سرطان‌های ویژه جانورانی چون سگ، شیطان تاسمانی، و همستر سوری می‌توانند در پی تماس گونه آلوده با دیگر نمونه‌ها، به آن‌ها منتقل شوند.
تومور صورتی شیطان تاسمانی (DFTD) از جمله سرطان‌های منتقل‌شونده‌ای است که باعث کاهش جمعیت بسیار در شیطان‌های تاسمانی شده‌است.